# Spring Lake (Utah)
Spring Lake és una concentració de població designada pel cens dels Estats Units a l'estat de Utah. Segons el cens del 2000 tenia 469 habitants.

## Demografia
Segons el cens del 2000, Spring Lake tenia 469 habitants, 129 habitatges, i 110 famílies. La densitat de població era de 91,5 habitants per km².
Dels 129 habitatges en un 45,7% hi vivien nens de menys de 18 anys, en un 78,3% hi vivien parelles casades, en un 5,4% dones solteres, i en un 14,7% no eren unitats familiars. En el 13,2% dels habitatges hi vivien persones soles el 7% de les quals corresponia a persones de 65 anys o més que vivien soles. El nombre mitjà de persones vivint en cada habitatge era de 3,64 i el nombre mitjà de persones que vivien en cada família era de 4,01.
Per edats la població es repartia de la següent manera: un 33,9% tenia menys de 18 anys, un 11,3% entre 18 i 24, un 24,7% entre 25 i 44, un 22% de 45 a 60 i un 8,1% 65 anys o més.
L'edat mediana era de 29 anys. Per cada 100 dones de 18 o més anys hi havia 103,9 homes.
La renda mediana per habitatge era de 38.646 $ i la renda mediana per família de 38.958 $. Els homes tenien una renda mediana de 28.929 $ mentre que les dones 37.692 $. La renda per capita de la població era de 15.314 $. Entorn del 6% de les famílies i el 10,8% de la població estaven per davall del llindar de pobresa.

## Poblacions més properes
El següent diagrama mostra les poblacions més properes.